# Europese kampioenschappen kunstschaatsen 1952
De Europese Kampioenschappen kunstschaatsen 1952 was de 44e editie voor de mannen en de zestiende editie voor de vrouwen en paren van het jaarlijks evenement dat georganiseerd wordt door de Internationale Schaatsunie (ISU).
De kampioenschappen van 1952 vonden plaats van 4 tot en met 6 februari in Wenen. Het was de achtste keer dat een EK kampioenschap in Wenen plaatsvond, eerder werden daar de kampioenschappen voor de mannen van 1892, 1894, 1901, 1914, 1927, 1931 gehouden en in 1930 de kampioenschappen voor de vrouwen en paren. Het was de negende keer dat een EK kampioenschap in Oostenrijk plaatsvond, in 1934 werd het mannentoernooi in Seefeld (Tirol) gehouden.

## Historie
De Duitse en Oostenrijkse schaatsbond, verenigd in de "Deutscher und Österreichischer Eislaufverband", organiseerden zowel het eerste EK Schaatsen voor mannen als het eerste EK Kunstschaatsen voor mannen in 1891 in Hamburg, in toen nog het Duitse Keizerrijk, nog voor het ISU in 1892 werd opgericht. De internationale schaatsbond nam in 1892 de organisatie van het EK kunstschaatsen over. In 1895 werd besloten voortaan het WK kunstschaatsen te organiseren en kwam het EK te vervallen. In 1898, na twee jaar onderbreking, vond toch weer een herstart plaats van het EK kunstschaatsen.
De vrouwen en paren zouden vanaf 1930 jaarlijks om de Europese titel strijden. De ijsdansers streden vanaf 1954 om de Europese titel in het kunstschaatsen.

## Deelname
Er namen deelnemers uit elf landen deel aan deze kampioenschappen. Zij vulden een recordaantal van 42 startplaatsen in de drie disciplines in.
Voor Nederland kwam Alida Elisabeth Stoppelman voor de tweede keer uit in het vrouwentoernooi.
(Tussen haakjes het totaal aantal startplaatsen over de disciplines.)
| Verenigd Koninkrijk (9) Duitsland (7) Oostenrijk (6) Tsjecho-Slowakije (5) Zwitserland (5) Hongarije (4) | Frankrijk (2) Finland (1) Italië (1) Joegoslavië (1) Nederland (1) |

## Medailleverdeling
Bij de mannen prolongeerde Helmut Seibt de Europese titel, het was zijn vierde EK medaille, in 1949 werd hij derde en in 1950 tweede. Carlo Fassi op plaats twee veroverde zijn derde medaille, in 1950 en 1951 werd hij derde. Michael Carrington op plaats drie veroverde zijn eerste medaille.
Het erepodium bij de vrouwen was een kopie van 1951. Het was voor de tweede keer in het vrouwentoernooi dat dit plaatsvond, het podium van 1938 was een kopie van 1937. Bij de mannen waren de podiums van 1932 en 1933 gelijk. Jeannette Altwegg prolongeerde haar Europese titel, het was haar vierde medaille, in 1949 werd ze derde en in 1950 tweede. Jacqueline du Bief op de tweede positie veroverde haar derde medaille, in 1950 werd ze derde. Barbara Wyatt op plaats drie veroverde haar tweede EK medaille.
Bij de paren prolongeerden Ria Baran / Paul Falk de Europese titel, het was ook hun tweede medaille. Jennifer Nicks / John Nicks op plaats twee veroverden hun derde EK medaille, in 1950 en 1951 werden ze derde. Ook Marianne Nagy / Lászlo Nagy op de derde plaats veroverden hun derde medaille, in 1949 werden ze tweede en in 1950 Europees kampioen.
| Discipline | Goud                  | Zilver                      | Brons                       |
| ---------- | --------------------- | --------------------------- | --------------------------- |
| Mannen     | Helmut Seibt          | Carlo Fassi                 | Michael Carrington          |
| Vrouwen    | Jeannette Altwegg     | Jacqueline du Bief          | Barbara Wyatt               |
| Paren      | Ria Baran / Paul Falk | Jennifer Nicks / John Nicks | Marianne Nagy / Lászlo Nagy |

## Uitslagen
| #      | naam (deelname)        | land                           | pc |
| ------ | ---------------------- | ------------------------------ | -- |
| Zilver | Carlo Fassi (4)        | Vlag van Italië                |    |
| Brons  | Michael Carrington (2) | Vlag van Verenigd Koninkrijk   |    |
| 4      | Alain Giletti          | Vlag van Frankrijk             |    |
| 5      | Martin Felsenreich (2) | Vlag van Oostenrijk            |    |
| 6      | Freimut Stein (2)      | Vlag van Duitsland             |    |
| 7      | Zdenek Fikar (5)       | Vlag van Tsjechië              |    |
| 8      | Gyorgy Czako           | Vlag van Hongarije (1949-1956) |    |
| 9      | Fritz Loosli (2)       | Vlag van Zwitserland           |    |
| 10     | Klaus Loichinger       | Vlag van Duitsland             |    |

| #      | naam (deelname)                | land                           | pc     |
| ------ | ------------------------------ | ------------------------------ | ------ |
| Goud   | Jeannette Altwegg (6)          | Vlag van Verenigd Koninkrijk   |        |
| Zilver | Jacqueline du Bief (4)         | Vlag van Frankrijk             |        |
| Brons  | Barbara Wyatt (6)              | Vlag van Verenigd Koninkrijk   |        |
| 4      | Erika Kraft                    | Vlag van Duitsland             |        |
| 5      | Helga Dudzinski (2)            | Vlag van Duitsland             |        |
| 6      | Valda Osborn (3)               | Vlag van Verenigd Koninkrijk   |        |
| 7      | Dagmar Lerchova (5)            | Vlag van Tsjechië              |        |
| 8      | Gundi Busch (2)                | Vlag van Duitsland             |        |
| 9      | Eva Weidler                    | Vlag van Oostenrijk            |        |
| 10     | Annelies Schilhan              | Vlag van Oostenrijk            |        |
| 11     | Erica Batchelor                | Vlag van Verenigd Koninkrijk   |        |
| 12     | Miloslava Tumova (2)           | Vlag van Tsjechië              |        |
| 13     | Suzanne Wirz (3)               | Vlag van Zwitserland           |        |
| 14     | Jolande Jobin (3)              | Vlag van Zwitserland           |        |
| 15     | Ghislaine Kopf (2)             | Vlag van Zwitserland           |        |
| 16     | Patricia Devries               | Vlag van Verenigd Koninkrijk   |        |
| 17     | Jarmila Konigova               | Vlag van Tsjechië              |        |
| 18     | Yvonne Sudgen                  | Vlag van Verenigd Koninkrijk   |        |
| 19     | Relly Majdan                   | Vlag van Oostenrijk            |        |
| 20     | Rose Pettinger                 | Vlag van Duitsland             |        |
| 21     | Alida Elisabeth Stoppelman (2) | Vlag van Nederland             |        |
| 22     | Eszter Jurek                   | Vlag van Hongarije (1949-1956) |        |
| -      | Lena Pietila (3)               | Vlag van Finland (1918-1978)   | t.z.t. |

| Er deden negen paren uit zeven landen mee. Jennifer Nicks / John Nicks waren het paar met de meeste deelnames achter hun naam, zij namen voor de zesde keer deel. \| # \| naam (deelname) \| land \| pc \| \| ------ \| ---------------------------------------------- \| -------------------------------- \| -- \| \| Goud \| Ria Baran (2) Paul Falk (2) \| Vlag van Duitsland \| \| \| Zilver \| Jennifer Nicks (6) John Nicks (6) \| Vlag van Verenigd Koninkrijk \| \| \| Brons \| Marianne Nagy (4) Lászlo Nagy (4) \| Vlag van Hongarije (1949-1956) \| \| \| 4 \| Silvia Grandjean (2) Michel Grandjean (2) \| Vlag van Zwitserland \| \| \| 5 \| Peri Horn Raymond Lockwood \| Vlag van Verenigd Koninkrijk \| \| \| 6 \| Soňa Balůnova-Burjanova (2) Miroslav Balůn (2) \| Vlag van Tsjechië \| \| \| 7 \| Sissy Schwarz Kurt Oppelt \| Vlag van Oostenrijk \| \| \| 8 \| Eva Szollosi Gabor Vida \| Vlag van Hongarije (1949-1956) \| \| \| 9 \| Silva Palme (3) Marco Lajovic (3) \| Vlag van Joegoslavië (1943-1992) \| \| |                                                |                                  |    |
| # | naam (deelname)                                | land                             | pc |
| Goud | Ria Baran (2) Paul Falk (2)                    | Vlag van Duitsland               |    |
| Zilver | Jennifer Nicks (6) John Nicks (6)              | Vlag van Verenigd Koninkrijk     |    |
| Brons | Marianne Nagy (4) Lászlo Nagy (4)              | Vlag van Hongarije (1949-1956)   |    |
| 4 | Silvia Grandjean (2) Michel Grandjean (2)      | Vlag van Zwitserland             |    |
| 5 | Peri Horn Raymond Lockwood                     | Vlag van Verenigd Koninkrijk     |    |
| 6 | Soňa Balůnova-Burjanova (2) Miroslav Balůn (2) | Vlag van Tsjechië                |    |
| 7 | Sissy Schwarz Kurt Oppelt                      | Vlag van Oostenrijk              |    |
| 8 | Eva Szollosi Gabor Vida                        | Vlag van Hongarije (1949-1956)   |    |
| 9 | Silva Palme (3) Marco Lajovic (3)              | Vlag van Joegoslavië (1943-1992) |    |

Medaillewinnaars

Mannen · 
Vrouwen ·
Paren · 
IJsdansen

Toernooi

1891 · 
1892 · 
1893 · 
1894 · 
1895 · 
1896-1897 · 
1898 · 
1899 · 
1900 · 
1901 · 
1902-1903 · 
1904 · 
1905 · 
1906 · 
1907 · 
1908 · 
1909 · 
1910 · 
1911 · 
1912 · 
1913 · 
1914 · 
1915-1921 · 
1922 · 
1923 · 
1924 · 
1925 · 
1926 · 
1927 · 
1928 · 
1929 · 
1930 · 
1931 · 
1932 · 
1933 · 
1934 · 
1935 · 
1936 · 
1937 · 
1938 · 
1939 ·
1940-1946 · 
1947 · 
1948 · 
1949 · 
1950 · 
1951 · 
1952 · 
1953 · 
1954 · 
1955 · 
1956 · 
1957 · 
1958 · 
1959 · 
1960 · 
1961 · 
1962 · 
1963 · 
1964 · 
1965 · 
1966 · 
1967 · 
1968 · 
1969 · 
1970 · 
1971 · 
1972 · 
1973 · 
1974 · 
1975 · 
1976 · 
1977 · 
1978 · 
1979 · 
1980 · 
1981 · 
1982 · 
1983 · 
1984 · 
1985 · 
1986 · 
1987 · 
1988 · 
1989 · 
1990 · 
1991 · 
1992 · 
1993 · 
1994 · 
1995 ·
1996 · 
1997 · 
1998 · 
1999 · 
2000 · 
2001 · 
2002 · 
2003 · 
2004 · 
2005 · 
2006 ·
2007 ·
2008 ·
2009 ·
2010 ·
2011 ·
2012 ·
2013 ·
2014 ·
2015 ·
2016 ·
2017 ·
2018 ·
2019 ·
2020 ·
2021 · 
2022 · 
2023 · 
2024 · 
2025

WK kunstschaatsen ·
WK kunstschaatsen junioren ·
Viercontinentenkampioenschap ·
Olympische Spelen